# Chun'an
Chun'an är ett härad i östra Kina, och tillhör Hangzhous subprovinsiella stad i provinsen Zhejiang. Befolkningen uppgick till 382 347 invånare vid folkräkningen år 2000, varav 58 065 invånare bodde i huvudorten Qiandaohu. Häradet täcker området runt Qiandaosjön, och var år 2000 indelat i 12 köpingar (zhen) och 25 socknar (xiang).